# Ciglenica Zagorska
 Ciglenica Zagorska  falu Horvátországban Krapina-Zagorje megyében. Közigazgatásilag Sveti Križ Začretjéhez tartozik.

## Fekvése
Zágrábtól 32 km-re északra, községközpontjától 2 km-re délkeletre a Horvát Zagorje területén az A2-es autópálya mellett fekszik..

## Története
A település neve valószínűleg téglaégetőkre utal, ugyanis a helyi nyelvjárásban a cigel (mely a német der Ziegel-ből ered) agyagtéglát jelent.
A településnek 1857-ben 327, 1910-ben 535 lakosa volt. Trianonig Varasd vármegye Krapinai járásához tartozott. A településnek 2001-ben 664 lakosa volt.

## Külső hivatkozások
Sveti Križ Začretje község hivatalos oldala